# Гримани, Доменико
Доменико Гримани (итал. Domenico Grimani; 19 февраля 1461, Венеция, Венецианская республика — 27 августа 1523, Рим, Папская область) — патриарх Аквилеи и известный меценат, ценитель искусств и коллекционер.

## Биография

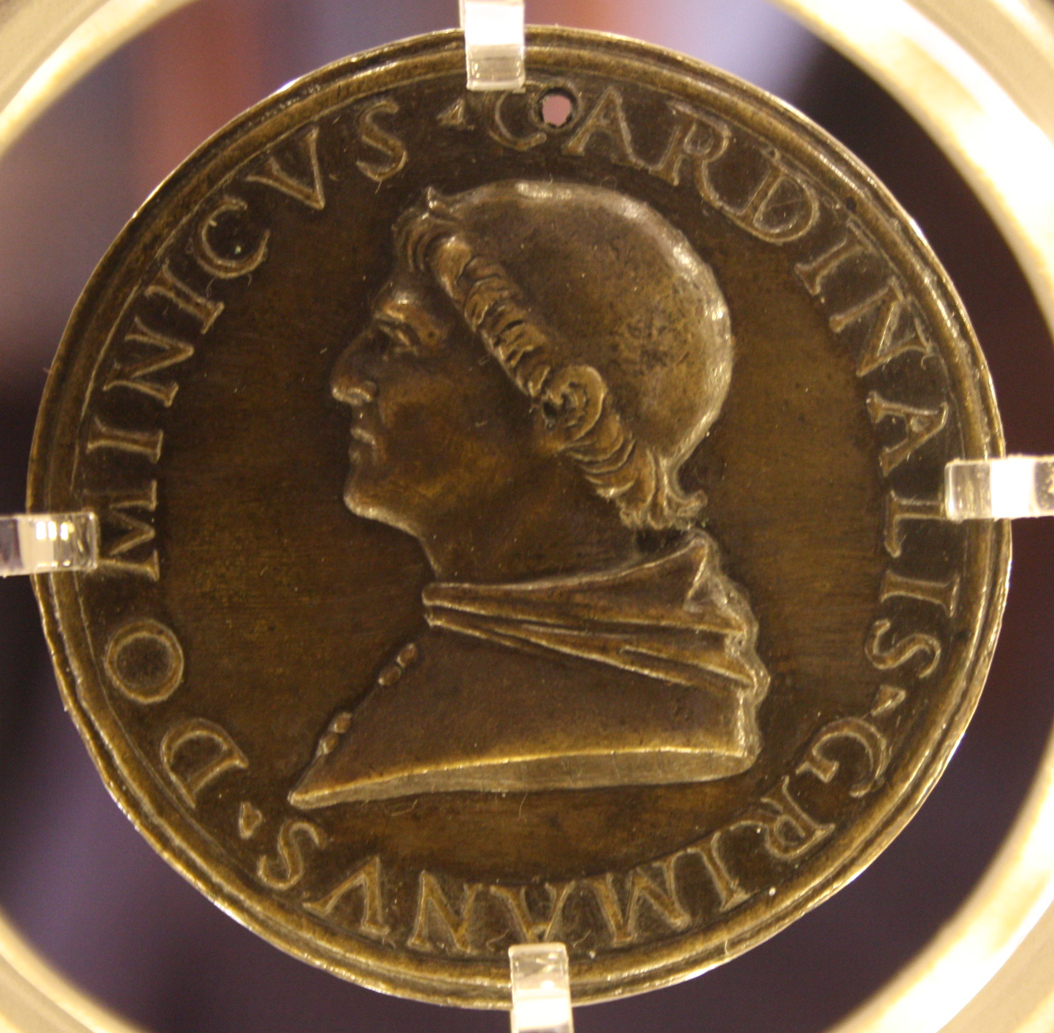

Доменико родился в семье Антонио Гримани и Катерины Лоредан. Ещё в молодости он проявил большое интерес к гуманитарным наукам. Своё образование он получил в Венеции и Флоренции. Во Флоренции Гримани познакомился с Лоренцо Великолепным и гуманистами Анджело Полициано и Джованни Пико делла Мирандола. В 1493 году в возрасте 33 лет он получил от папы Александра VI кардинальскую шапку. С этого времени он проживал поочерёдно в Венеции и Риме. C 3 июля по 4 сентября 1495 года был апостольским администратором архиепархии Никосии.
В 1499 году Гримани оказались в сложной политической ситуации. Отец Доменико, Антонио Гримани, против своей воли назначенный «генеральным капитаном» — начальником венецианского флота, потерпел серьёзное поражение от турок в битве при Зонкьо и предстал перед Большим советом Венеции по обвинению в государственной измене. Антонио Гримани избежал исполнения приговора бегством к своему сыну в Рим. Лишь в 1510 году, когда Венеции угрожала Камбрейская лига, Антонио Гримани был реабилитирован и смог вернуться в Венецию, где в 1521 году был избран дожем.
Для своего дворца в Риме Гримани приобрёл земельный участок недалеко от нынешнего палаццо Барберини. В ходе подготовительных земельных работ было обнаружено большое количество находок древнего времени, которые составили основу античной коллекции Гримани. Доменико Гримани коллекционировал монеты и медали, геммы и камеи, а также произведения скульптуры. В Риме тогда процветала торговля античным искусством, и некоторые экспонаты своей коллекции Гримани приобретал. Кроме этого Доменико владел значительной библиотекой старых манускриптов и кодексов. Ещё одно собрание книг и предметов искусства хранилось в Палаццо Гримани ди Санта-Мария-Формоза недалеко от церкви Санта Мария Формоза в Венеции и состояло преимущественно из рукописных книг и картин нидерландских художников.
Практически всю свою коллекцию (за исключением нескольких предметов, доставшихся его племяннику Марино Гримани) незадолго до своей смерти Доменико Гримани завещал Венецианской республике. Несмотря на протесты оставшихся ни с чем наследников по приказу «Серениссимы», как называли Венецианскую республику, коллекция была перевезена в Венецию и размещена вначале в монастыре Санта-Кьяра на острове Мурано. Завещание было успешно оспорено из-за своей формы и за исключением нескольких предметов, выставленных во Дворце дожей, было передано законным наследникам. Античные статуи из коллекции другого представителя семьи Джованни Гримани вместе с частью коллекции, собранной Доменико, составили основу античного собрания, в настоящее время хранящегося в Национальном археологическом музее Венеции (Museo Archeologico Nazionale) в здании Новых Прокураций на площади Сан-Марко. Другая часть семейной коллекции хранится в музее Коррер на той же площади.